# Schwarzschrift
Der Begriff Schwarzschrift wird zur Bezeichnung einer Schrift für Sehende zur Unterscheidung von Blindenschrift verwendet.
Die Bezeichnung Schwarzschrift stammt daher, dass ursprünglich zum Schreiben und Drucken fast ausschließlich schwarze Tinte bzw. Druckerschwärze und als Träger mehr oder weniger weißes Papier verwendet wurden. Entsprechend sagt man auch heute, wenn etwas in Schriftform vorliegt: „Ich habe es schwarz auf weiß.“
Im Gegensatz dazu besteht Blindenschrift aus erhabenen Punkten oder Linien auf glattem Untergrund, die mit dem Tastsinn erfasst werden. Die am weitesten verbreitete Blindenschrift ist die Brailleschrift, die aus erhöhten Punkten auf glattem Untergrund besteht.
Im Gegensatz zur Punktschrift für Blinde wird die Schwarzschrift auch als Normalschrift bezeichnet.